# Liste des partis politiques au Danemark
Le système politique danois est démocratique avec des partis forts, représentés au Folketing selon la règle proportionnelle, au-dessus de 2 % des voix (méthode de Sainte-Laguë). Les partis se présentent aux élections avec une lettre qu'ils conservent lors des élections suivantes. 
Alors que les partis politiques danois sont traditionnellement regroupés en blocs politiques, que sont le bloc de gauche et le bloc de droite, ce système est partiellement tombé en désuétude à l'issue des élections législatives anticipées de 2022, à l'issue desquelles la Social-démocratie du bloc de gauche a formé un gouvernement avec Venstre, principal parti du bloc de droite et une nouvelle force politique non affiliée à un bloc, les Modérés.

## Règles de fonctionnement
La Constitution danoise ne fait aucune référence aux partis politiques. Mais la loi électorale de 1915 institutionnalise leur participation aux élections législatives. Le système électoral danois repose sur le principe de la représentation proportionnelle, qui donne aux partis un nombre de sièges parlementaires proportionnel au nombre d’électeurs ayant voté pour eux sur le plan national, et non pas seulement aux nombre de voix obtenues par chaque candidat(e) dans la circonscription où il/elle se présente. Le Danemark est divisé en 17 grandes circonscriptions électorales qui élisent 135 des 175 députés (territoire métropolitain). 4 députés, 2 chacun, représentent les îles Féroé et le Groenland ce qui porte le Folketing à 179 membres. Les 40 mandats complémentaires sont répartis au prorata des voix obtenues sur le plan national, une disposition qui garantit notamment une distribution aussi équitable que possible des voix obtenues par un parti. Pour bénéficier d’une partie des mandats complémentaires, un parti doit en particulier passer la barre des deux pour cent, en d’autres termes ses idées doivent être soutenues par au moins deux pour cent des électeurs, correspondant à quatre mandats au Folketing.
Les candidats se présentent soit sur des listes uninominales de circonscription, soit sur des listes plurinominales. Dans le premier cas, le candidat reçoit à la fois les voix obtenues par son parti dans la circonscription concernée et les voix qu’il obtient personnellement sur l’ensemble des circonscriptions de la région électorale dans laquelle il se présente. Ce mode de candidature peut être complété par des listes de parti sur lesquelles les candidats sont classés par ordre de priorité. Dans ce cas, le classement des candidats est, en règle générale, décidé au suffrage universel par les membres du parti et seule une violente réaction des électeurs peut entraîner sa modification. Sur les listes plurinominales, les candidats ne figurent pas par ordre de priorité. Toutefois, à la différence de ce qui se passe dans le cas des listes uninominales de circonscription, les voix gagnées par le parti du candidat ne reviennent pas à celui-ci mais sont réparties entre les candidats de la liste au prorata des suffrages personnels. La plupart des partis optent pour ce mode de candidature. partis pour lesquels ils votent le jour d’une élection. C’est surtout au niveau des « jeunes » partis que l’on constate le taux d’organisation le plus faible. En 2000, il était de 0,04 pour les centre-démocrates, de 0,05 pour la Liste unitaire et de 0,16 pour les Sociaux-démocrates. Comparé avec d’autres pays, le taux de participation aux votes des élections législatives est élevé au Danemark (entre 80 et 90 %). Pour les élections municipales, il se situe à environ 70 %.

## Liste
La première lettre est le symbole électoral du parti lors des élections.

### Partis représentés au sein du Parlement
Cette liste correspond aux résultats des élections de 2022.
- A Sociaux-démocrates (Socialdemokraterne, auparavant Socialdemokratiet), 50 députés.
- B Parti social-libéral danois (Radikale Venstre), 7 députés.
- C Parti populaire conservateur (Det Konservative Folkeparti), 10 députés.
- D La Nouvelle Droite (Nye Borgerlige), 6 députés.
- F Parti populaire socialiste (Socialistisk Folkeparti), 15 députés.
- I Alliance libérale (Liberal Alliance), 14 députés.
- M Modérés (Moderaterne), 16 députés.
- O Parti populaire danois (Dansk Folkeparti), 5 députés.
- V Parti libéral du Danemark (Venstre), 23 députés.
- Æ Démocrates danois (Danmarksdemokraterne), 14 députés.
- Ø Liste de l'unité (Enhedslisten) (regroupement de la gauche radicale), 9 députés, regroupe notamment le Parti communiste du Danemark (Danmarks Kommunistiske Parti), les Socialistes de gauche (Venstresocialisterne) et le Parti socialiste des travailleurs (Socialistisk Arbejderparti).
- Å L'Alternative (Alternativet), 6 députés

### Partis n'ayant pas de représentation parlementaire actuelle
- H Parti citoyen (Borgernes Parti), n'a pas encore participé aux elections législatives
- K Chrétiens démocrates (Kristendemokraterne), n'a plus de député depuis 2005.
- M Parti de la minorité (Minoritetspartiet), pas de député.
- Z Parti du progrès (Fremskridtspartiet), plus de députés depuis 2001 (19 340 voix en 2001).
- N Mouvement populaire contre l'Union européenne (Folkebevægelsen mod UE), ne se présente qu'aux élections européennes, n'a plus de député européen depuis 2019.

### îles Féroé
- Tjóðveldi (République), 1 député, sociaux-démocrates indépendantistes.
- Javnaðarflokkurin (Parti social-démocrate), 1 député, sociaux-démocrates unionistes.
- Sambandsflokkurin (Parti de l'union), libéraux unionistes.
- Fólkaflokkurin (Parti du peuple), conservateurs indépendantistes.

### Groenland
- Inuit Ataqatigiit (Parti de la fraternité inuit), 1 député, socialistes indépendantistes.
- Siumut (Parti pour le progrès), 1 député, sociaux-démocrates indépendantistes.
- Atassut (Solidarité), libéraux-conservateurs unionistes.
- Demokraatit (Les Démocrates), libéraux unionistes.

## Anciens partis
- Mouvement de juin (Juni Bevægelsen) (mouvement de juin : pour commémorer la victoire du non danois au traité de Maastricht en juin), un député au Parlement européen en 2004. Se dissous en 2009 après n'avoir plus obtenu d'élu lors des élections européennes.
- Centre civil (Borgerligt Centrum), fondé en 2009 par le député dissident social-libéral Simon Emil Ammitzbøll, 1 député qui en juin 2009 dissout son propre parti pour rejoindre l'Alliance libérale dont il devient un des députés.
- Démocrates du centre (Centrum-Demokraterne), créé en 1973, dissous en 2008.